# Усадьба-Ратьково
Усадьба-Ратьково — посёлок в Солигаличском сельском поселении Солигаличского района Костромской области России.

## История
В середине 1860-х годов помещица Анна Федоровна Нащокина в своем сельце Ратьково посновала приют и при нём женскую общину, которая в 1872 году получила официальный статус и название Богородско-Федоровская женская община. В 1878 году на средства А. Ф. Нащокиной была возведена каменная холодная Троицкая церковь. В 1889 году существовавшая на кладбище деревянная часовня была обращена в Успенскую церковь. В 1891 году община была преобразована в общежительский монастырь. В 1893—1900 гг. сооружена каменная теплая церковь Феодоровской иконы Божией Матери. После революции монастырь был закрыт, а в его помещениях организована станция сельхозтехники. К настоящему времени из культовых построек монастыря сохранился только первый этаж Троицкой церкви.
Постановлением правительства РФ 17 октября 2002 г. № 765 посёлок СХТ переименован в Усадьба-Ратьково.

## Население
| 2008 | 2010 | 2014 |
| ---- | ---- | ---- |
| 279  | ↘241 | ↗249 |